# Yderst hemmeligt
Yderst hemmeligt er en animationsfilm instrueret af Trine Laier efter manuskript af Trine Laier.

## Handling
Yderst hemmeligt er et selvbiografisk, animeret dokumentarspil om T, der vil finde ud af, hvad hendes far arbejdede med for Efterretningstjenesten under Den Kolde Krig. Historien fortælles crossmedialt via mobiltelefon og computer, og har kommunikation (og mangel på samme) mellem far og datter som omdrejningspunkt.